# Vampire Chronicle for Matching Service
Vampire Chronicle for Matching Service (ヴァンパイア クロニクル, Vanpaia Kuronikuru for Matching Service) est un jeu vidéo de combat développé et édité par Capcom, sorti en 2000 sur Dreamcast, uniquement au Japon. Il a eu le droit à un remake en 2004 sur PlayStation Portable appelé Darkstalkers Chronicle: The Chaos Tower

## Système de jeu
Vampire Chronicles for Match Service comporte tous les personnages présents dans la série Darkstalkers. Il permet aux joueurs de choisir leur style de combat parmi les cinq jeux Darkstalkers: Darkstalkers: The Night Warriors, Night Warriors: Darkstalkers' Revenge, Vampire Savior: The Lord of Vampire, Vampire Savior 2: The Lord of Vampire et Vampire Hunter 2: Darkstalkers' Revenge. La bande sonore varie en fonction du style de jeu choisi. L'écran de sélection des personnages et les différentes fins du jeu proviennent de Vampire Savior 2: The Lord of Vampire. Les joueurs pouvaient pouvaient s'affronter en ligne via le système de correspondance de Capcom.

## Accueil
Vampire Chronicles for Matching Service a reçu la note de 31/40 dans le magazine Famitsu. Le site IGN qualifie le jeu de réussite, mettant en avant les graphismes et le contenu du jeu. Il incite les lecteurs à prendre le jeu en import et conclut par "vous ne le regretterez pas".
Miguel Lopez de GameSpot loue aussi le contenu et les graphismes du jeu. Il trouve intéressant le fait de pouvoir changer le système de jeu en fonction des 5 opus de la série. Il regrette cependant l'accessibilité du jeu, qui, à cause de sa non-sortie en occident, se négocie à prix d'or dans les magasins d'import américains.